# RAIG
RAIG (Retinoinskom kiselinom inducibilni orfan G protein spregnuti receptori) su grupa od četiri blisko srodna G protein spregnuta receptora čije izražavanje je indukovano retinoinskom kiselinom.
Funkcija ovih proteina nije određena. Pretpostavlja se da oni mogu da pruže mehanizam kojim retinoinska kiselina može da utiče na G proteinsku signalnu kaskadu. Osim toga, RAIG receptori formiraju interakcije sa članovima klase uvojitih G protein spregnutih receptora i potencijalno aktiviraju  signalni put.

## Spoljašnje veze
- „GPRC5 (RAIG) Receptors”. IUPHAR Database of Receptors and Ion Channels. International Union of Basic and Clinical Pharmacology. Архивирано из оригинала 03. 03. 2016. г.
- GPRC5A+protein,+human на 
- GPRC5B+protein,+human на 
- GPRC5C+protein,+human на 